# Phrynobatrachus africanus
Espèce
Synonymes
- Heteroglossa africana Hallowell, 1858 "1857"
- Arthroleptis gabonensis Mocquard, 1897
- Arthroleptis verrucosus Werner, 1898
- Phrynobatrachus latirostris Boulenger, 1900
- Dimorphognathus africanus (Hallowell, 1858)

Statut de conservation UICN

 LC  : Préoccupation mineure
Phrynobatrachus africanus est une espèce d'amphibiens de la famille des Phrynobatrachidae.

## Répartition
Cette espèce se rencontre au Cameroun, au Gabon, en Guinée équatoriale, en République centrafricaine, en République du Congo et en République démocratique du Congo.

## Étymologie
Cette espèce est nommée en référence au lieu de sa découverte, l'Afrique.

## Publication originale
- Hallowell, 1858 "1857" : Notice on a collection of reptiles from the Gaboon country, West Africa, recently presented to the Academy of Natural Sciences of Philadelphia, by Dr. Henry A. Ford. Proceedings of the Academy of Natural Sciences of Philadelphia, vol. 9, p. 48-72 (texte intégral).